# 머큐리얼
머큐리얼(Mercurial)은 소프트웨어 개발을 위한 크로스-플랫폼 분산 버전 관리 도구이다.
대부분은 파이썬을 사용하여 개발되었으며, diff 부분은 C를 사용하여 개발되었다. Mercurial은 기본적으로 명령 줄 인터페이스 프로그램이다. 모든 명령은 hg로 시작하는데, hg라는 것은 수은의 원소 기호이다.
머큐리얼은 높은 성능과 규모가변성(scalability)을 포함해 완전히 분산된 개발 환경, 견고한 텍스트 파일과 이진 파일 처리, 진보한 형태의 브랜칭 및 병합 기능에 중점을 두고 있으며, 개념적으로는 단순함을 추구한다. 웹 인터페이스와의 연동에도 중점을 두고 있다.
최초 개발자와 현재 수석 개발자는 맷 맥콜이다.

## 기술적 사양
- 리비전(revision)을 구별하는 데 SHA-1 해시 사용
- 통합 웹 인터페이스를 포함하고 있으며 효율성을 높인 HTTP 기반의 네트워킹 프로토콜
- ssh 상에서 실행 가능
- 마이크로소프트 윈도우, 맥 오에스 텐, 리눅스 우분투 등 유닉스 계열의 크로스 플랫폼 지원

## 문서
한글 입문서는 KoreanTutorial에서 볼 수 있다. 레퍼런스 설명서는 Distributed revision control with Mercurial에서 볼 수 있다. 이 책은 브리이언 오설리번(Bryan O'Sullivan)이 저술하였다. 이 매뉴얼은 오픈 퍼블리케이션 사용 허가서에 규정에 의거 자유롭게 배포된다.

## 사용하는 곳[5]
- 페이스북
- Nginx
- 모질라 코퍼레이션
- GNU 옥타브

## 관련 소프트웨어

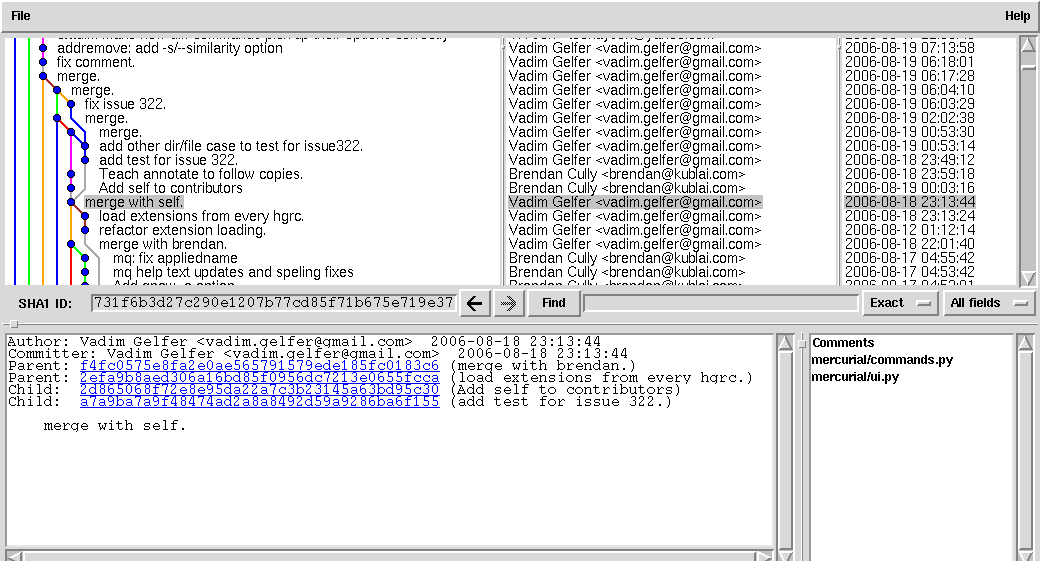
Hgk의 동작 스크린샷.

- TortoiseHg
- CVS
- Subversion (SVN)
- Git
- Bazaar
- Darcs 보관됨 2017-12-27 - 웨이백 머신
- curl

## 인스톨
페도라에서는 yum을 우분투에서는 apt를 지원한다.
> apt-get install mercurial
동작 테스트
> hg version
결과
```
Mercurial Distributed SCM (version 5.3.1)
(see https://mercurial-scm.org for more information)

Copyright (C) 2005-2020 Matt Mackall and others
This is free software; see the source for copying conditions. There is NO
warranty; not even for MERCHANTABILITY or FITNESS FOR A PARTICULAR PURPOSE.
```

## 같이 보기
- 버전 관리
- 버전 관리 소프트웨어 목록
- 버전 관리 소프트웨어 비교